# Pistolet Mannlicher M1901
Mannlicher M1901 – austro-węgierski pistolet samopowtarzalny skonstruowany przez Ferdinanda Mannlichera na początku XX wieku. Nie został przyjęty na uzbrojenie armii.

## Opis
Mannlicher M1901 był bronią samopowtarzalną. Zasada działania oparta na odrzucie zamka półswobodnego. Mechanizm uderzeniowy kurkowy, bez samonapinania.
M1901 był zasilany ze stałego magazynka pudełkowego o pojemności 8 naboi. Magazynek znajdował się w chwycie pistoletowym i był ładowany przy pomocy łódek.
Lufa gwintowana, posiadała cztery bruzdy prawoskrętne.
Przyrządy celownicze mechaniczne, stałe (muszka i szczerbinka).